# Ескилстуна
Ескилстуна (швед. Eskilstuna) град је у Шведској, у источном делу државе. Град је у оквиру Седерманландског округа и његово је важно седиште и највећи град. Ескилстуна је истовремено и седиште истоимене општине.

## Природни услови
Ескилстуна се налази у источном делу Шведске и Скандинавског полуострва. Од главног града државе, Стокхолма, град је удаљен 110 км западно.
Рељеф: Ескилстуна се развила у области Седерманланд. Подручје града је бреговито, а надморска висина се креће 15-35 м.
Клима у Ескилстуни је континентална са утицајем мора и крајњих огранака Голфске струје. Стога су зиме блаже, а лета свежија у односу на дату географску ширину.
Воде: Ескилстуна се развила се развила у унутрашњости, на реци Ескилстунаон, која тече између језера Хјелмарен и Мелорен. Река Нићепингсон дели град на два дела, западни и источни. Око града има много малих језера.

## Историја
Подручје Ескилстуне било је насељено још у време праисторије. Прво стално насеље на датом подручју јавља се у 11. веку.
Насеље је добило градска права 1659. године.
Ескилстуна доживљава препород у првој половини 19. века са доласком индустрије и железнице. Посебно се развила железара. Ово благостање траје и дан-данас.

## Становништво
Ескилстуна је данас град средње величине за шведске услове. Град има око 65.000 становника (податак из 2010. г.), а градско подручје, тј. истоимена општина има око 98.000 становника (податак из 2012. г.). Последњих деценија број становника у граду расте.
До средине 20. века Ескилстуну су насељавали искључиво етнички Швеђани. Међутим, са јачањем усељавања у Шведску, становништво града је постало шароликије. Посебно су бројни Финци, који ћине око 15% градског становништва (највећи постотак од свих општина у Шведској). Данас је Ескилстуна један од космополитских градова у Шведској.

## Привреда
Данас је Ескилстуна савремени индустријски град са посебно развијеном индустријом (и то посебно тешком - железара, машинска индустрија). Последње две деценије посебно се развијају трговина, услуге и туризам.

## Галерија
- Приобаље Ескилстуне
- Градски музеј
- Ескилстунска саборна црква
- Градска кућа Ескилстуне